# Nausikaa Lake
Nausikaa Lake är en sjö i Kanada.   Den ligger i Timiskaming District och provinsen Ontario, i den sydöstra delen av landet, 500 km nordväst om huvudstaden Ottawa. Nausikaa Lake ligger 333 meter över havet.
I omgivningarna runt Nausikaa Lake växer i huvudsak blandskog. Trakten runt Nausikaa Lake är nära nog obefolkad, med mindre än två invånare per kvadratkilometer.